# 川口市立八幡木中学校
川口市立八幡木中学校（かわぐちしりつ はちまんぎちゅうがっこう）は、埼玉県川口市八幡木にある公立中学校。
川口市は公立学校選択制を取り入れているが、川口市教育委員会の方針によって2014年度の新入生より学区外からの通学でも自転車通学は禁止になった。

## 沿革
- 1972年
  - 4月1日 - 鳩ヶ谷市立八幡木中学校として開設
  - 9月1日 - 校章制定
- 1973年3月18日 - 校旗制定
- 1974年3月9日 - 校歌制定
- 1978年4月1日 - 鳩ヶ谷市立里中学校を分離
- 2011年10月11日 - 川口市との合併により川口市立八幡木中学校に改称[2]

## 教育目標
- 自ら学ぶ生徒
- 心豊かな生徒
- たくましい生徒[3]

## 部活動

### 運動部
- 野球部
- サッカー部
- ソフトボール部
- 男子ソフトテニス部
- 女子ソフトテニス部
- 男子バスケットボール部
- 女子バスケットボール部
- 女子バレーボール部
- バドミントン部
- 陸上部
- 剣道部
- 卓球部[4]

### 文化部
- 美術部
- 吹奏楽部
- 生活科学部[4]

## 通学区域
- 南鳩ヶ谷1丁目 - 全域
- 南鳩ヶ谷2丁目 - 全域
- 南鳩ヶ谷3丁目 - 全域
- 南鳩ヶ谷4丁目 - 全域
- 南鳩ヶ谷5丁目 - 全域
- 南鳩ヶ谷6丁目 - 全域
- 南鳩ヶ谷8丁目 - 全域
- 三ツ和 - 全域
- 八幡木 - 全域
- 鳩ヶ谷緑町 - 全域
- 前田 - 全域[5]

## 卒業生
- 大場久美子 - 女優
- 濱松恵 - 女優
- 大道温貴 ‐ プロ野球選手